# Місто сонця
Київський благодійний театр «Місто сонця» — театр для дітей та молоді, який подорожує дитячими будинками України з метою культурно-просвітницької діяльності.

## Мета діяльності
Основною метою Київського благодійного театру «Місто сонця» є пропаганда освіти та добра, дружби і взаємодопомоги, популяризація допомоги дітям, які залишилися без батьківського піклування, та дітям-інвалідам.

## Основні цілі
- Показ театральних вистав
- Проведення культурно-освітніх програм
- Організація конкурсів та гуртків самодіяльності

## Історія створення та діяльність
Театр був створений в 2007 р. Організаторами були кілька ентузіастів, які познайомилися на інформаційному порталі detdom.info і почали відвідувати дитячі будинки, інтернати як волонтери. Вони привозили дітям іграшки, речі, взуття. Та це були елементи традиційної спонсорської допомоги - і тоді було вирішено створити театр і перейти на інший рівень спілкування з дітьми.
Народженням театру вважають показ першого подання «Мадагаскар. У пошуках Нового року!». Було проведено декілька репетицій, власноруч пошито костюми, зроблено прості декорації, танці, пісні, конкурси та загадки. З цим новорічним поданням театр подорожував майже до кінця весни.
У жовтні 2008 року презентовано нову виставу «Морська братія», яку можна вважати візиткою театру. Ця історія розповідає про те, якими важливими є знання і віра в свої сили і що справжня дружба не знає перешкод. З цією виставою їздили на гастролі в Одесу і виступали на міжнародному театральному фестивалі Гогольфест в Києві. Ще одним досягненням театрали вважають лялькову виставу «Нові пригоди трьох поросят».
|  | Одного разу ми забули іграшки у будинку … Актори були у відчаї, але довго розсиджуватися було ніколи, адже майже 100 вихованців Ніжинського інтернату для інвалідів так чекали нашого виступу! Ми швиденько позбирали іграшки, які були у закладі, на ходу переробили сценарій і почали виставу! Діти були в захваті! |

Крім цього, ентузіасти допомагають проводити різні свята у дитбудинках, пишуть сценарії для проведення благодійних акцій, разом з лігою з міні-футболу в 2010 році провели турнір для юних футболістів з інтернатів.
Київський благодійний театр «Місто сонця» підтримує різні соціальні, благодійні та екологічні ініціативи.
Спеціальною акцією «Міста сонця» 30 грудня 2008 р. стала організація новорічного свята для ВІЛ-інфікованих дітей, що знаходяться на лікуванні в клініці Охматдит. У проведенні цієї акції театр співпрацював з організацією «Міжнародний Альянс по ВІЛ/СНІД в Україні». У організації поїздок і в зборі коштів на подарунки дітям «Місту сонця» допомагають учасники інтернет-порталу www.detdom.info.
За 4 роки існування театр побував у більш ніж сотні закладів: дитячих будинках, інтернатах, лікарнях, соціальних центрах, - та в незаможних родинах.
|  | Своєю основною метою ми вважаємо пропаганду освіти та добра, дружби і взаємодопомоги, і звичайно ж допомоги дітям, які залишилися без батьківського піклування, а також хворим дітям! |

У 2009 році під час проведення Національного конкурсу «Благодійник року 2009» театр «Місто сонця» було відзначено у номінації «Ініціативна неформальна група або колектив, громада»

## Програми
- Вистави та пізнавально-розважальні програми для дітей, соціальна вистава для дорослих «День малюка». Ми виступаємо в дитячих будинках та інтернатах, лікарнях, центрах для малозабезпечених сімей та дітей вулиці[4]
- «Газета для добрих людей» про благодійність та волонтерство.

Театр має власну газету про благодійництво та волонтерство, яку назвали «Газета для добрих людей». У цій газеті розповідається про виступи театру, про волонтерські ініціативи, благодійні акції. Газета поширюється на конференціях, симпозіумах, виставках, концертах. Театрали є авторами матеріалів, фотографій. Складнощі полягають у відсутності коштів на кольоровий друк на принтері. На допомогу приходять друзі і знайомі.
- Акції — проведення свят, футбольних турнірів
- «Один день у Місті сонця» — екскурсії Києвом та відвідування вихованцями дитячих будинків та інтернатів театрів, планетарію, дельфінарію.

Діти, які виховуються в дитячих будинках, не мають можливості подорожувати. На початку 2011 року волонтери почали проводити програму «Один день у Місті сонця», коли вихованці дитбудинків та інтернатів приїжджають до Києва на екскурсію, відвідують театри, планетарій, дельфінарій, різні майстер-класи.
- Сонячна енциклопедія

У репертуарі театру є пізнавальні програми «Сонячні енциклопедії». Тематика різна: підводний світ, Африка, історичні події, побутові навички. Ці програми включають в себе ігри, вікторини, загадки, пізнавальні слайди і мультфільми.

## Допомога дітям
Театр «Місто сонця» запрошує приєднуватись до благодійної діяльності. Охочі можуть:
- Передати подарунки вихованцям дитячих будинків та інтернатів. Це можуть бути речі, взуття, канцтовари, солодощі тощо.
- Узяти участь в поїздках волонтерів в інтернатні заклади та при допомозі членів театру поспілкуватись, погратись з дітьми, провести майстер-клас, виступити як актори.
- Стати куратором конкретної дитячої установи, приєднавшись до існуючих груп. В компетенції кураторів — спілкування з дітьми під час своїх приїздів, допомога в організації екскурсій або влаштування випускників у навчальні заклади.
- Виконати обов'язки волонтерів: актор, екскурсовод, юрист, нотаріус, організатор екскурсій, перекладач (англійська мова), водій з особистим транспортом, розповсюджувач газет та рекламних листівок.
- Допомогти в роздрукуванні щомісячної «Газети для добрих людей» про волонтерство та благодійність.
- Підтримати інформаційно — розповісти про поїздки та виступи акторів театру.
- Передати кошти на розвиток театру «Місто сонця», пошиття костюмів, організацію поїздок та екскурсій для вихованців дитячих будинків та інтернатів до Києва:[7]